# Coupe d'Europe des clubs champions de basket-ball 1983-1984
Navigation
Édition précédente Édition suivante
La Coupe d'Europe des clubs champions de basket-ball 1983-1984 est la 27e édition de la Coupe d'Europe des clubs champions de basket-ball masculine, compétition qui rassemble les meilleurs clubs de basket-ball du continent européen,.

## Format de compétition
- 25 équipes (uniquement les champions des ligues nationales européennes), évoluant selon un système de tournoi, disputent des tours préliminaires à domicile et à l'extérieur. Le score cumulé des deux matchs détermine le vainqueur.
- Les six équipes restantes après les phases éliminatoires accèdent à une phase de groupe. Le classement final est basé sur les victoires et les défaites. En cas d'égalité entre deux équipes ou plus après la phase de groupes, les critères suivants sont utilisés pour déterminer le classement final : 1) nombre de victoires en confrontation directe entre les équipes ; 2) différence de points entre les équipes ; 3) différence de points au sein du groupe.
- Les deux premiers de cette phase de groupe s'affrontent en finale, en une manche, sur terrain neutre.

## Tour préliminaire
Le tour se déroule les 15 et 22 septembre 1983.
| Équipe 1 | Score   | Équipe 2       | Aller  | Retour |
| -------- | ------- | -------------- | ------ | ------ |
| AEL      | 105-203 | Aris Salonique | 49–106 | 56–97  |

## 1ertour
Le premier tour se déroule les 29 septembre et 6 octobre 1983.
| Équipe 1           | Score   | Équipe 2                | Aller  | Retour |
| ------------------ | ------- | ----------------------- | ------ | ------ |
| Torpan Pojat       | 167-189 | Murray Edimbourg        | 82–89  | 85–100 |
| Efes Pilsen        | 183-211 | FC Barcelone            | 96–111 | 87–100 |
| Partizan Tirana    | 180-163 | Inter Slovnaft          | 89–80  | 91–83  |
| T71 Dudelange      | 84-157  | Banco di Roma           | 40–72  | 44–85  |
| CSKA Sofia         | 150-151 | Sunair Ostende          | 74–62  | 76–89  |
| Nyon               | 154-204 | Jollycolombani Cantù    | 82–89  | 72–115 |
| Klosterneuburg     | 151-168 | KK Bosna                | 76–77  | 75–91  |
| Alvik              | 155-158 | Austin Rover Sunderland | 80–77  | 75–81  |
| Århus              | 147-278 | Maccabi Tel Aviv        | 85–145 | 62–133 |
| ASC 1846 Göttingen | 150-168 | Aris Salonique          | 77–91  | 73–77  |
| Dinamo Bucarest    | 148-176 | Limoges CSP             | 83–97  | 65–79  |
| Budapest Honvéd    | 150-195 | Nashua Den Bosch        | 82–101 | 68–94  |

## 2etour
Le deuxième tour se déroule les 27 octobre et 3 novembre 1983.
| Équipe 1                | Score   | Équipe 2             | Aller | Retour |
| ----------------------- | ------- | -------------------- | ----- | ------ |
| Murray Edimbourg        | 178-185 | FC Barcelone         | 93–94 | 85–91  |
| Partizani Tirana        | 124-171 | Banco di Roma        | 69–78 | 55–93  |
| Sunair Ostende          | 147-152 | Jollycolombani Cantù | 88–77 | 59–76  |
| Austin Rover Sunderland | 171-177 | KK Bosna             | 89–93 | 82–84  |
| Aris Salonique          | 138-143 | Maccabi Tel Aviv     | 62-68 | 76–75  |
| Nashua Den Bosch        | 149-167 | Limoges CSP          | 70–69 | 79–98  |

## Phase de groupe
Ce tour se dispute du 8 décembre 1983 au 8 mars 1984.
| Rang | Équipe               | Pts | J  | G | P | Pp  | Pc  | Diff |  | Résultats (dom.\ext.) |        | R     | C       |        |         |        |
| ---- | -------------------- | --- | -- | - | - | --- | --- | ---- |  | --------------------- | ------ | ----- | ------- | ------ | ------- | ------ |
| 1    | FC Barcelone         | 24  | 10 | 7 | 3 | 910 | 825 | 85   |  | FC Barcelone          |        | 81-74 | 93-87   | 102-83 | 94-75   | 113-94 |
| 2    | Banco di Roma        | 24  | 10 | 7 | 3 | 785 | 752 | 33   |  | Banco di Roma         | 74-71  |       | 85-86   | 66-55  | 82-67   | 81-76  |
| 3    | Jollycolombani Cantù | 22  | 10 | 6 | 4 | 865 | 826 | 39   |  | Jollycolombani Cantù  | 64-63  | 71-79 |         | 109-73 | 74-65   | 95-93  |
| 4    | KK Bosna Sarajevo    | 20  | 10 | 5 | 5 | 843 | 928 | -85  |  | KK Bosna Sarajevo     | 96-90  | 86-77 | 88-84   |        | 90-85   | 104-96 |
| 5    | Maccabi Tel Aviv     | 18  | 10 | 3 | 7 | 872 | 902 | -30  |  | Maccabi Tel Aviv      | 98-105 | 85-91 | 79-77   | 112-80 |         | 95-104 |
| 6    | Limoges CSP          | 16  | 10 | 2 | 8 | 937 | 979 | -42  |  | Limoges CSP           | 80-98  | 74-76 | 108-118 | 107-88 | 105-111 |        |

## Finale
| 29 mars 1984 21h00 GMT |                                                  | Banco di Roma            | 87–73                                                                    | FC Barcelone |  | Patinoire des Vernets, Genève Affluence : 10 000 Arbitres : Kóstas Rígas, Mikhail Grigorev |
| 29 mars 1984 21h00 GMT | Score par mi-temps : 32-42, 47-31                |                          |                                                                          |              |  | Patinoire des Vernets, Genève Affluence : 10 000 Arbitres : Kóstas Rígas, Mikhail Grigorev |
| 29 mars 1984 21h00 GMT | Larry Wright, 27 Clarence Kea, 9 Larry Wright, 4 | Points Rebonds Passes d. | Juan Antonio San Epifanio, 31 Mike Davis, 10 Juan Antonio San Epifanio 5 |              |  | Patinoire des Vernets, Genève Affluence : 10 000 Arbitres : Kóstas Rígas, Mikhail Grigorev |

## Équipe victorieuse
Joueurs : 
- No 4 Larry Wright ( États-Unis)
- No 5 Stefano Sbarra ( Italie)
- No 6 Paolo Salvaggi ( Italie)
- No 7 Giuseppe Grimaldi ( Italie)
- No 8 Clarence Kea ( États-Unis)
- No 9 Renzo Tombolato ( Italie)
- No 10 Enrico Gilardi ( Italie)
- No 11 Fulvio Polesello ( Italie)
- No 13 Marco Solfrini ( Italie)
- No 15 Gianni Bertolotti ( Italie)
- Paolo Scarnati ( Italie)
- Tullio Sacripanti ( Italie)
- Darrell Lockhart ( États-Unis)
- Roberto Paliani ( Italie)

Entraîneur :  Valerio Bianchini ( Italie)